# House II – Das Unerwartete
House II – Das Unerwartete ist eine US-amerikanische Horrorkomödie des Regisseurs Ethan Wiley. Der Film startete am 28. August 1987 in den Vereinigten Staaten und am 14. Mai 1987 in den deutschsprachigen Kinos.

## Handlung
Jesse und sein Freund Charlie graben Jesses Ururgroßvater Gramps aus, um an einen Kristallschädel zu gelangen, der mit ihm begraben wurde. Die magischen Kräfte des Schädels haben Gramps am Leben erhalten und öffnen Portale zu anderen Dimensionen. Als der Schädel in falsche Hände gelangt, müssen Jesse, Charlie und Gramps ihm hinterherjagen.

## Trivia
House II – Das Unerwartete ist eine Fortsetzung von House – Das Horrorhaus, einem Überraschungserfolg des Jahres 1986. Der Film hat aber, außer dem Drehbuchautor Ethan Wiley, nicht viel mehr als den Namen mit seinem Vorgänger gemein. In einer Nebenrolle ist Bill Maher zu sehen, der später seinen Durchbruch als Comedian und Fernsehmoderator hatte.

## Kritik
Das Lexikon des internationalen Films urteilte, die Produktion biete „[k]onventionelle Unterhaltung“ und sah in ihr eine „weitgehend fantasielos[e]“ Aneinanderreihung von „Bruchstücke[n] aus verschiedensten Genres.“ Nur „einige[...] parodistische[...] Momente[...]“ würden ein wenig Unterhaltung bieten.